# 堀内さやか
堀内 さやか（ほりうち さやか）は、日本の声優。

## 出演作品

### テレビアニメ
- エド エッド エディ（リー・カンカー）
- パタパタ飛行船の冒険（使用人1）

### アダルトゲーム
- 虹の彼方に（二宮まどか）
- univ～愛・おまたせっ～